# Mamestra confluens
Mamestra confluens là một loài bướm đêm trong họ Noctuidae.